# 武昌南机务段
武昌南机务段（简称：武局南段）位于武汉市洪山区狮子山街武南铁路新村168号，设在京广铁路上行线和京广铁路下行线及武咸城际铁路之间，南邻三环线，西接武昌南站，是武汉铁路局下辖三个机务段之一，担当着424对高铁、客、货车牵引任务（此前负责江岸西至城陵矶间234公里货物列车运输及武昌至信阳间232公里旅客列车牵引任务）。下辖武客技整备场和汉口机务折返段。

## 历史

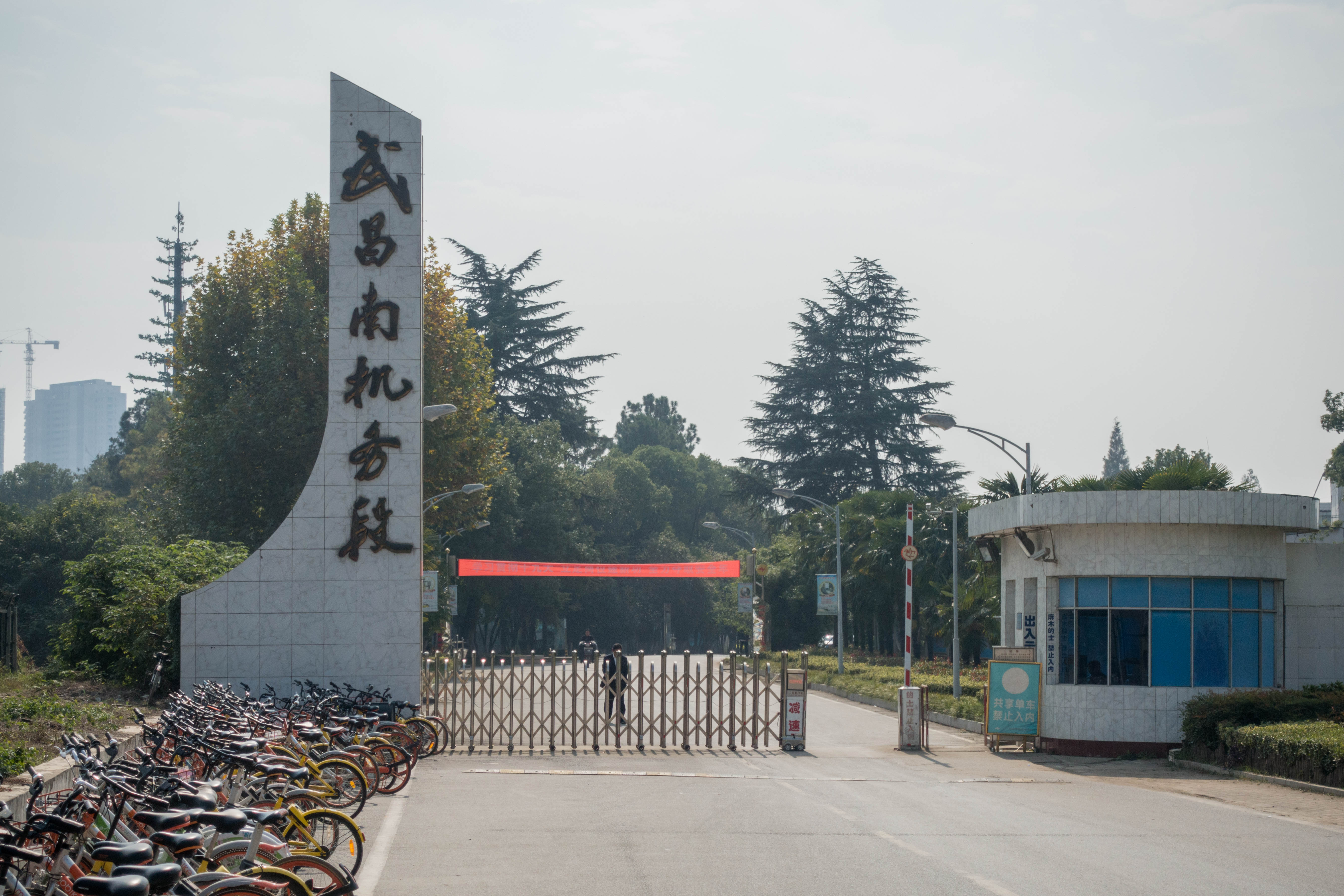
武昌南机务段大门（2018年4月前）

1976年，当时的武汉铁路局开始筹备成立武昌南机务段。1980年5月，武昌南机务段正式成立。
2004年11月，原武昌机务段整建制并入武昌南机务段。
2006年2月18日起，原江岸机务段下辖的汉口机务折返段改由武昌南机务段管理。

## 规模与功能

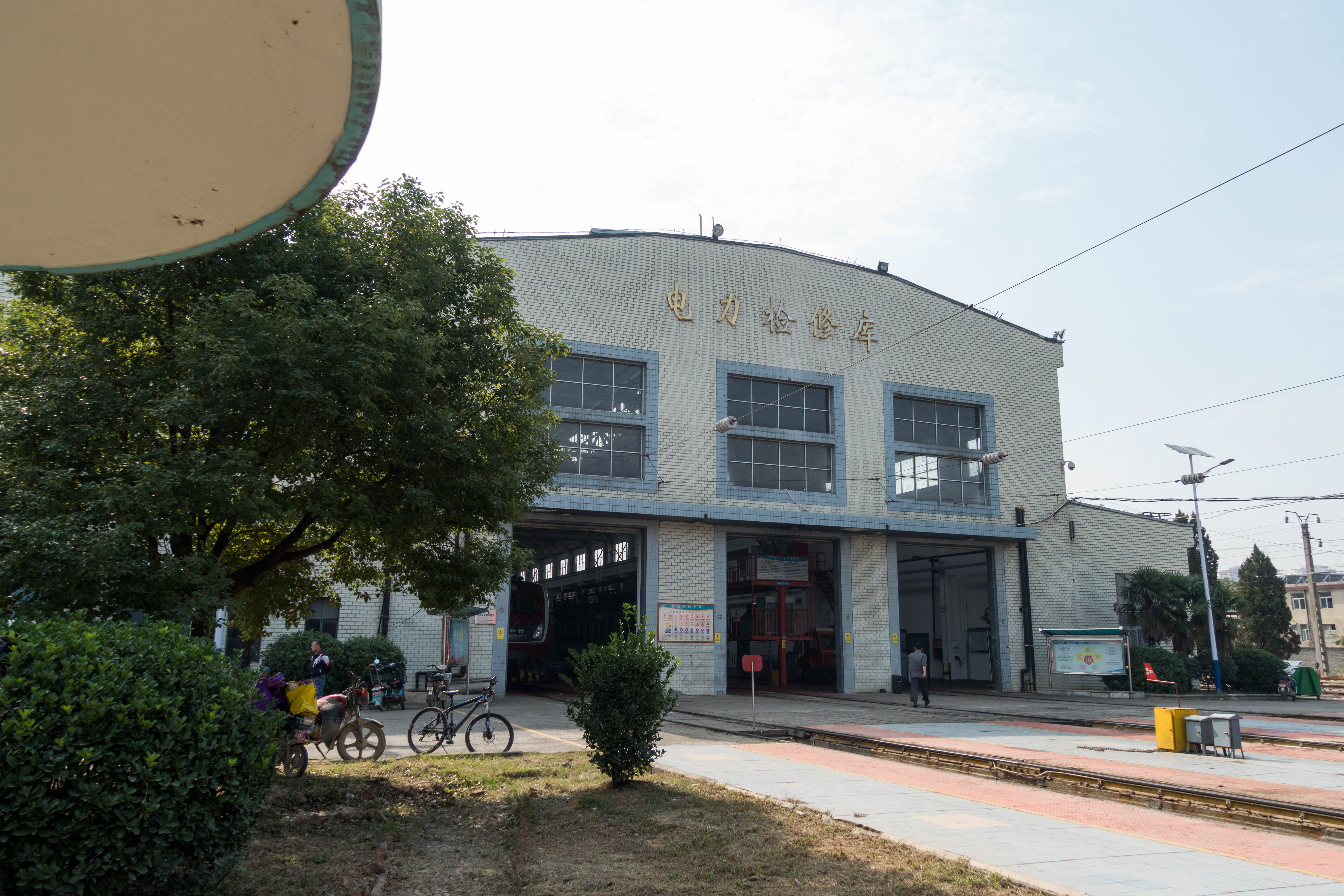
武昌南机务段电力检修库

武昌南机务段主要负责武汉局大部分客车和武九线部分货车牵引工作以及武汉枢纽长江以南地区调车工作，也担当部分动车组机务乘务工作。
武昌南机务段内设有内燃整备场、电力整备场、镟轮库、架修库等设施，担当本段配属和局管内部分内燃机车的大、中、小、辅修和电力机车中、小、辅修及整备任务。

### 武客技整备场
武客技整备场又名武昌折返段，位于武昌站东南侧。武客技整备场主要承担武昌站到发、换挂普速客运机车以及武昌站调车机车的日常整备任务，日整备机车130台次；涉及襄阳、北京、西安、广州、郑州等8个机务段9种机型。

## 机车配属
- 东风7型柴油机车
- 东风7C型柴油机车
- 东风8型柴油机车
- 东风11型柴油机车
- 韶山9G型电力机车
- 和谐1D型电力机车-0001~0015、0176~0185、0257~0275、0301~0310、0451~0460[13]

- 武南段配属的HXD1D-0001在武昌折返段内
- 武南段配属的DF8
- 神州号NZJ2型柴油动车组机车部分
- HXD1D-0005停在武南段电力整备场